# Stathmonotus stahli
Stathmonotus stahli is een straalvinnige vissensoort uit de familie van snoekslijmvissen (Chaenopsidae). De wetenschappelijke naam van de soort is voor het eerst geldig gepubliceerd in 1899 door Evermann & Marsh.